# Banchus flavicauda
Banchus flavicauda là một loài tò vò trong họ Ichneumonidae.